# The Yards
The Yards es una película de 2000 con Mark Wahlberg, James Caan, Joaquin Phoenix, y Charlize Theron, escrita y dirigida por James Gray. Fue lanzada en otoño de 2000, aunque fue grabada en primavera y verano de 1998. Al principio su lanzamiento fue previsto para otoño de 1999, pero no pudo ser debido a atrasos de estudio.

## Sinopsis
La historia transcurre en Nueva York, en los condados del Bronx, Queens y Brooklyn. La corrupción política y empresarial reina en "the yards", los terrenos donde los contratistas reparan los vagones de ferrocarril de la Transit Authority metropolitana.
Leo Handler (Mark Wahlberg) viaja en metro hasta la casa de su madre en Queens, Nueva York, en situación de pobreza económica, donde organiza una fiesta sorpresa en honor a su libertad condicional. Su prima Erica (Charlize Theron) está en la fiesta con su novio Willie Gutierrez (Joaquin Phoenix). Willie lleva a Leo a un lado y le agradece por cumplir condena en prisión, lo que implica que Leo se había comprometido de su pandilla de amigos.
Leo está ansioso por encontrar un trabajo para mantener a su madre (Ellen Burstyn), que tiene una afección cardíaca. Willie sugiere trabajar para el padrastro de Erica, Frank Olchin (James Caan) en una oficina que ofrece servicios de mantenimiento a trenes. Al día siguiente, en la empresa de reparación de vagones ferroviarios que Frank posee, se alienta a Leo a ingresar en un programa de maquinista de 2 años y Frank se ofrece a ayudarlo para financiar sus estudios. Como necesita trabajar de inmediato, Leo pregunta sobre trabajar con Willie para la empresa, pero Frank desalienta esa idea. Willie le aconseja a Leo que no se preocupe por eso, diciendo que Frank también trató de meterlo en un programa de maquinista.
En Brooklyn Borough Hall, Willie explica cuán corrupto es el sistema de contratos para trabajos de reparación en el metro, como contratista del Municipio. Después de una audiencia pública para adjudicar contratos, Héctor Gallardo (Robert Montano) se acerca a Willie para que deje la empresa de Frank y trabaje con él en la otra empresa proveedora. Willie lo ignora y se lleva a Leo con él a un lugar apartado en Roosevelt Island, donde soborna a un funcionario del Municipio a cargo de la adjudicación de contratos.
Una noche, Willie lleva a Leo a un patio de ferrocarriles, donde él y una pandilla sabotean el trabajo de la empresa competidora de Gallardo, para reducir su calificación de calidad y disminuir su capacidad para obtener contratos con el Municipio. Leo que está de guardia mientras la banda sabotea los acoplamientos del tren. Willie se dirige a la oficina del maestro del patio para pagarle las entradas de los Knicks, pero le dicen que saque a su equipo de las pistas, ya que Gallardo le ha traído US$ 2,000 en efectivo. El maestro del patio hace sonar la alarma, lo que atrae a un oficial de policía. Aterrorizado de volver a la cárcel, Leo intenta huir. Cuando el policía comienza a golpear a Leo con su bastón de noche, Leo lo golpea hasta dejarlo inconsciente. Mientras se escapa, ve a Willie matar al maestro del jardín.
Con el policía en coma en un hospital, la banda le dice a Leo que debe asesinar al oficial en el hospital, para evitar que identifique a Leo cuando se despierte y los relacione con la banda. Si el policía vive, Leo es el que será asesinado por la banda para evitar que los relacionen. Leo huye para evitar meterse en problemas, cuando el policía se despierta, identifica a Leo como su atacante, lo que desencadena una amplia persecución. La policía asume que Leo también es responsable del asesinato del dueño del patio de trenes. Cuando ingresan al apartamento de su madre para buscar a Leo, ella sufre un infarto, dejándola en un estado aún más débil.
A pesar de que Willie le ha dicho que se mantenga oculto, Leo sale de su escondite para visitar a su madre enferma. Erica la está atendiendo. Ella descubre que Willie estaba con él en los patios y se da cuenta de que fue Willie quien realmente mató al maestro del patio. Ella rompe su compromiso. Erica le ruega a Frank que la ayude, pero Leo se da cuenta de que Frank está preparado un plan para matarlo. Sin opciones, Leo se dirige a Gallardo en busca de protección con la otra empresa. Con los abogados de Gallardo a su lado, Leo se entrega en una audiencia pública sobre el incidente del ferrocarril y la corrupción del contrato. Al darse cuenta de que el testimonio del policía herido contra Leo no le interesa a nadie, Frank y Gallardo negocian una nueva división de los contratos con el presidente del condado de Queens (Steve Lawrence) en un acuerdo clandestino.
Frank rechaza a Willie, quien intenta sin éxito aceptar un trato que Gallardo le ofreció anteriormente para la protección, que Leo ya había aceptado para estar más seguro. Willie busca a Erica, para volver con ella. Frank le ha dicho que Erica y su primo Leo se habían enamorado cuando eran más jóvenes, y una vez los encontraron teniendo sexo. Erica temerosa de su temperamento y celos, activa la alarma silenciosa de la casa. Willie intenta abrazarla, pero cuando ella se aleja, accidentalmente lanza a Erica desde el balcón del segundo piso, provocando que caiga y muera. Fuera de la casa, se entrega a la policía, que llega y responde la alarma.
La policía ingresa a la audiencia para informar a la madre de Erica, Kitty (Faye Dunaway) y Frank sobre el incidente en la casa y el descubrimiento del cuerpo de Erica. Después del funeral de Erica, Frank se lleva a Leo a un lado para prometerle ayuda en el futuro. Leo se vuelve disgustado y se une a Kitty y al resto de la familia en un abrazo de apoyo. Leo luego deja Queens en el tren elevado.

## Taquilla
La película recaudó $889,352 en Estados Unidos y Canadá y $34,684 en Australia.